# Overige gegevens (jaarverslaggeving)
De rubriek overige gegevens in het Nederlandse jaarrekeningenrecht wordt wettelijk beheerst door art. 2:392 BW.
Anders dan vaak gedacht, maken de bestanddelen van de Overige gegevens geen deel uit van de jaarrekening of het jaarverslag (thans bestuursverslag genoemd). Dit is van belang, omdat de Overige gegevens niet door de algemene vergadering vastgesteld worden: de gegevens worden eenzijdig door het bestuur van de rechtspersoon of organisatie opgesteld. Wel is het zo, dat de Overige Gegevens bij de jaarrekening en het bestuursverslag horen: zij worden hieraan toegevoegd. Soms worden bepaalde elementen van de Overige gegevens wel abusievelijk in de toelichting op de balans en winst- en verliesrekening opgenomen, derhalve in de jaarrekening. Daar horen zij evenwel niet in thuis. De aparte categorie Overige Gegevens is in de Nederlandse wet gekomen ter invulling van de Vierde EEG-Richtlijn inzake de jaarrekening van vennootschappen (Richtlijn 78/660/EEG van de Raad van 25 juli 1978). Voordien bestond er geen wettelijke plicht tot het opnemen van Overige gegevens: de wet regelde dit onderwerp niet.

## Ratio
Het is niet zonder reden dat de wetgever heeft bepaald dat bepaalde informatie in de rubriek Overige Gegevens thuishoort. De ratio is dat het veelal gaat om informatie die niet van de rechtspersoon zelf afkomstig is en waarop het bestuur niet direct invloed op heeft. Zo wordt de accountantsverklaring door een externe, controlerende accountant afgegeven. De bepalingen omtrent de bestemming van de winst komen rechtstreeks uit de statuten van de rechtspersoon. Deze statuten zijn op zich gedeponeerd bij het Handelsregister van de KvK, maar niet digitaal ontsloten. Zonder opname van een uitdrukkelijke verplichting om bepaalde informatie uit de statuten in de Overige Gegevens op te nemen, zouden belanghebbenden deze statuten steeds moeten opvragen, hetgeen bewerkelijk en niet kosteloos is. Dit zijn dus gegevenheden die het bestuur wel dient te rapporteren, maar niet binnen de jaarrekening of het bestuursverslag.

## Inhoud
In de rubriek Overige gegevens dienen wettelijk onder andere te worden opgenomen:
- de verklaring van de controlerend accountant of een mededeling waarom deze ontbreekt. Dit laatste zal veelal het geval zijn bij rechtspersonen die in de categorie micro of klein vallen, omdat daar geen accountantscontrole verplicht is
- de statutaire bepalingen over de bestemming van de winst (dit zijn de artikelen uit de statuten van de rechtspersoon)
- een lijst van namen van houders van bijzondere zeggenschapsrechten in de rechtspersoon (tenzij dit reeds in het bestuursverslag werd opgenomen)
- het aantal stemrechtloze aandelen (een categorie die uitsluitend bij de BV kan bestaan als gevolg van van de invoering van de flex-bv)
- een lijst van filialen en de landen waar deze zijn gevestigd met eventueel afwijkende handelsnamen

Tot het jaar 2016 moesten bovendien belangrijke financiële gebeurtenissen welke zich hebben voorgedaan na afloop van de balansdatum onder de Overige Gegevens worden opgenomen. Dit is thans niet meer het geval: deze dienen in de Toelichting te worden verantwoord en vallen dus onder de jaarrekening (art. 2:380a BW).

## Vrijstelling
Een grote groep rechtspersonen behoeft de rubriek Overige gegevens niet aan de jaarrekening toe te voegen. Het gaat dan om de micro- en kleine rechtspersonen. Bij deze categorie rechtspersonen is geen accountantscontrole verplicht, zodat er toch al geen accountantsverklaring opgenomen kan worden. Doorgaans is er van een een-aandeelhouder situatie sprake (zoals bij de dga) en zijn er geen verdere gerechtigden tot de winst. Opnemen van statutaire bepalingen over de winstbestemming is dan ook niet zinvol. Het is dan ook redelijk om deze rechtspersonen vrij te stellen.

## Termijn
Anders dan voor de jaarrekening en het bestuursverslag het geval is, bestaat er wettelijk geen termijn waarbinnen een organisatie de Overige Gegevens dient op te maken. Het meest logisch blijft echter dat de Overige Gegevens gelijktijdig met de jaarrekening en het bestuursverslag worden opgemaakt en vervolgens openbaar gemaakt. Strikt genomen is dit dus niet verplicht.

## Openbaarmaking
De Overige Gegevens vallen onder de openbaarmakingsverplichting van art. 2:394 BW. Veelal wordt van deponeren gesproken: dit ziet echter enkel op het deponeren bij het Handelsregister van de KvK. Wettelijk is ook openbaarmaking op een andere wijze geoorloofd, namelijk door ter inzagelegging op het kantoor van de rechtspersoon zelf. Dit is voor bepaalde onderdelen van de Overige Gegevens geoorloofd en moet dan aan het Handelsregister worden doorgegeven.

## Aansprakelijkheid
Wanneer door het bestuur van een rechtspersoon door de financiële jaarstukken een misleidende voorstelling is gegeven van de situatie van de organisatie, kan er hoofdelijke aansprakelijkheid van de bestuurders volgen. (art. 2:139 BW voor NV en art. 2:249 BW voor BV). In dit verband worden genoemd: de jaarrekening, tussentijdse cijfers of het bestuursverslag. De overige gegevens worden hierbij niet genoemd, deze zijn blijkbaar van een te ondergeschikte betekenis om zelfstandig (of in combinatie met de jaarrekening) tot misleiding aanleiding te geven.